# Rock Island (Illinois)
Rock Island je grad u američkoj saveznoj državi Ilinois. Prema popisu stanovništva iz 2010. u njemu je živjelo 39.018 stanovnika.